# Provenchères-et-Colroy
Provenchères-et-Colroy ist eine französische Gemeinde mit 1.299 Einwohnern (Stand 1. Januar 2022) im Département Vosges in der Region Grand Est. Sie gehört zum Arrondissement Saint-Dié-des-Vosges und zum Gemeindeverband Saint-Dié-des-Vosges.

## Geographie
Die Gemeinde Provenchères-et-Colroy liegt in den Vogesen, etwa 15 Kilometer nordöstlich von Saint-Dié-des-Vosges und ca. 70 Kilometer südwestlich von Straßburg.
Das 19,13 km² große Gemeindegebiet erstreckt sich im Norden des Regionalen Naturparks Ballons des Vosges am Oberlauf des Flusses Fave. Die Fave entspringt in der Nachbargemeinde Lubine und hat noch den Charakter eines Gebirgsbaches, dessen Talmulde sich aber schon ab Colroy-la-Grande auf etwa 1000 m Breite aufweitet. Im Norden stößt das Gemeindegebiet an den Kamm der Vogesen, der die Grenze zum Département Bas-Rhin in der historischen Region Elsass markiert. Auf dem Vogesenkamm befindet sich mit dem 793 m hohen Le Voyemont der höchstgelegene Ort in der Gemeinde. Am nördlichsten Punkt von Provenchères-et-Colroy überwindet der Col de Saales das Gebirge. Auf 554 m Passhöhe führt hier nicht nur eine vielbefahrene Fernstraße (D420), sondern auch die Bahnstrecke Strasbourg–Saint-Dié ins elsässische Breuschtal.
Fast die Hälfte des Gemeindegebietes ist von Wäldern bedeckt. Die Meereshöhe der Tallagen von über 600 Metern lässt kaum wirtschaftlichen Ackerbau zu, daher dominieren in den Tälern und an den unteren Hängen Viehweiden. Auch in den höheren Lagen finden sich einzelne Bergbauernhöfe.
Zu Provenchères-et-Colroy gehören neben der Kleinstadt Provenchères-sur-Fave und dem Dorf Colroy-la-Grande die Ortsteile Les Truches, Brafosse, Bestru, La Fouxelle, Les Basses Hières, Les Ailes, Le Houssot, La Neuve Ville, Les Agelins und Nouveau Saales.
Nachbargemeinden von Provenchères-et-Colroy sind Saales im Norden und Nordosten, Lubine im Osten, Lusse im Südosten, Le Beulay im Südwesten sowie La Petite-Fosse im Nordwesten.

## Geschichte
Die Gemeinde entstand am 1. Januar 2016 durch den Zusammenschluss der beiden bis dahin selbständigen Gemeinden Provenchères-sur-Fave und Colroy-la-Grande.

### Provenchères-sur-Fave

Wappen Provenchères-sur-Fave

Der Ortsname geht vermutlich auf das lateinische proventus (Ernte, Ertrag) zurück. Ende des 10. Jahrhunderts tauchte der Ort als Provencherioe auf. Im Jahr 1172 schenkte Herzog Matthäus I. der Abtei Beaupré den Bann um Provenchères.
In einem der Zusatzartikel des Friedens von Frankfurt 1871 wurde die Grenze zwischen Frankreich und dem Deutschen Reich am Col de Saales festgelegt. Das zuvor zum Kanton Saales gehörige Provenchères bildete ab dem 5. April 1873 einen eigenen Kanton (Kanton Provenchères-sur-Fave).
Die Zusatzbezeichnung -sur-Fave führte die Gemeinde seit einer entsprechenden Verordnung vom 26. Dezember 1881, um sich von anderen Gemeinden namens Provenchères zu unterscheiden.
Kirchlich war Provenchères vom Kapitel Saint-Dié abhängig. Später gehörte die Pfarrei Provenchères zum Dekanat Salm, zur Diözese Toul und zur Diözese Saint-Dié.
Das Rathaus (Hotel de ville) und die Schule wurden im Jahr 1845 gebaut.

### Colroy-la-Grande

Wappen Colroy-la-Grande

Der Ortsname  Courai erschien ebenfalls erstmals 1172. Bezeugt findet sich der Ortsname 1768 als Collis regia und erst mit der Gründung der Gemeinde 1793 erschien der Name Colroy-la-Grande.
Das Dorf gehörte zusammen mit dem benachbarten Lubine zur Vogtei Saint Dié.
Die Kirche St. Johannes der Täufer wurde 1774 errichtet und war Teil von Dekanat und Diözese St. Dié. Das Rathaus (Mairie), die Knaben- und die Mädchenschule entstanden 1856.
Auch das zuvor zum Kanton Saales gehörige Colroy-la-Grande kam ab dem 5. April 1873 zum Kanton Provenchères-sur-Fave.

### Wappen
Das Wappen der vormaligen Gemeinde Provenchères-sur-Fave zeigt in geviertem Schild im 1. und 4. Feld in Silber einen schwarzen, rot bezungten Bärenkopf; im 2. und 3. Feld eine gold-blaue Schachung in sechs Plätzen. Es handelt sich um das Wappen der 1632 geadelten Familie Dolmaire, die in Saint-Dié als Stallmeister und Siegelbewahrer tätig waren.
Das Wappen der ehemaligen Gemeinde Colroy-la-Grande zeigte auf grünem Schild unter einer goldenen Biene zwei silberne Tannen.

## Bevölkerungsentwicklung
| Jahr                                     | 1962 | 1968 | 1975 | 1982 | 1990 | 1999 | 2013 | 2021 |
| ---------------------------------------- | ---- | ---- | ---- | ---- | ---- | ---- | ---- | ---- |
| Einwohner                                | 1249 | 1408 | 1379 | 1256 | 1368 | 1366 | 1425 | 1316 |
| Bis 2013:Addition der Vorgängergemeinden |      |      |      |      |      |      |      |      |

Im Jahr 1876 wurde mit 2278 Bewohnern die bisher höchste Einwohnerzahl ermittelt (bei Addition der Zahlen beider Vorgängergemeinden). Die Zahlen basieren auf den Daten von cassini.ehess und INSEE.

## Sehenswürdigkeiten
- Kirche Sainte-Catherine romanischen Ursprungs mit Turm aus dem 12. Jahrhundert in Provenchères; im 18. Jahrhundert rekonstruiert, Monument historique[7]
- Kapelle Saint-Gondelbert im Wald nordwestlich von Provenchères
- Kapelle Saint-Sébastien in Colroy-la-Grande
- Kirche Saint-Jean-Baptiste in Colroy-la-Grande
- Lourdesgrotte in Colroy-la-Grande

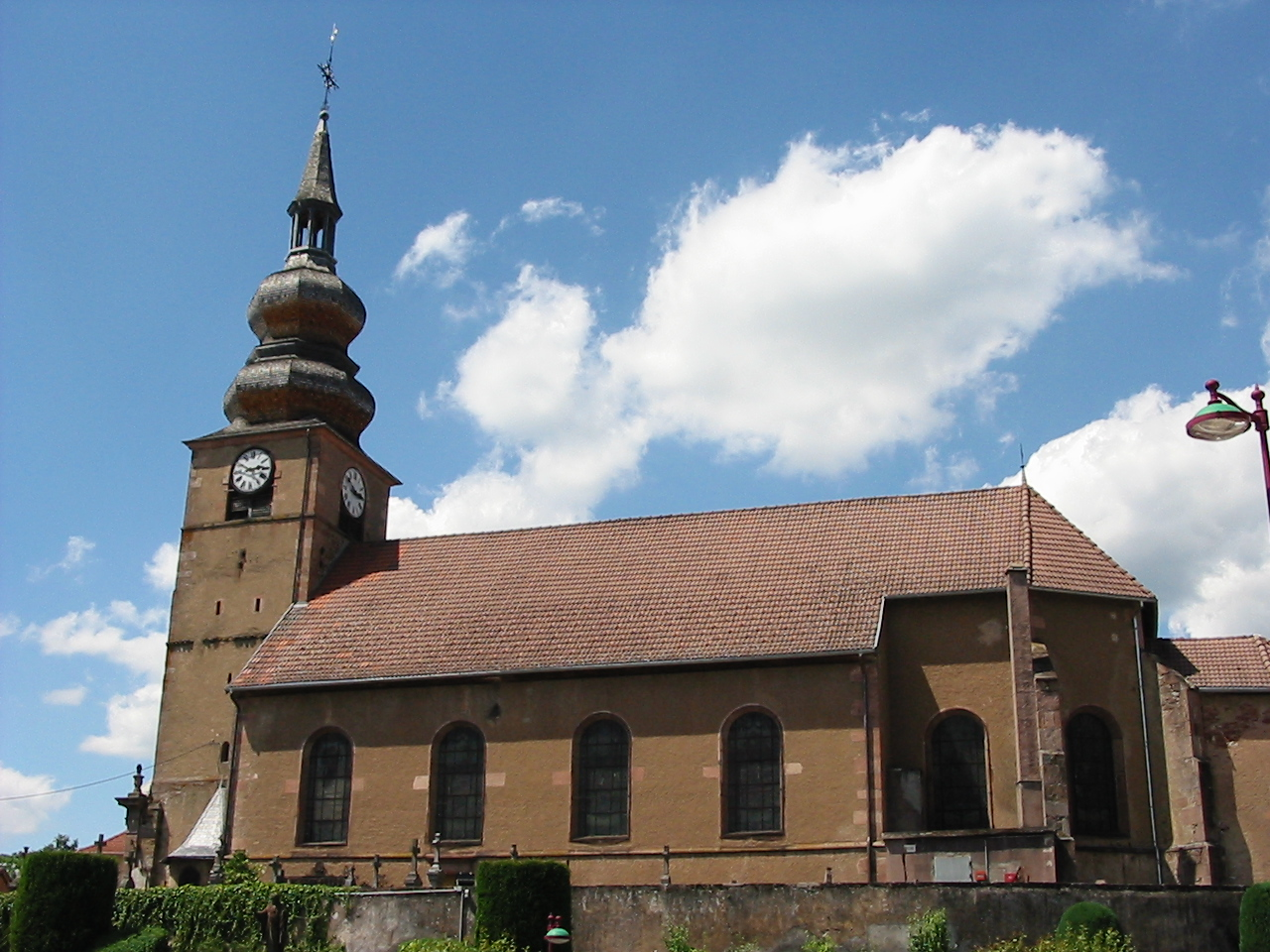
Kirche Sainte-Catherine
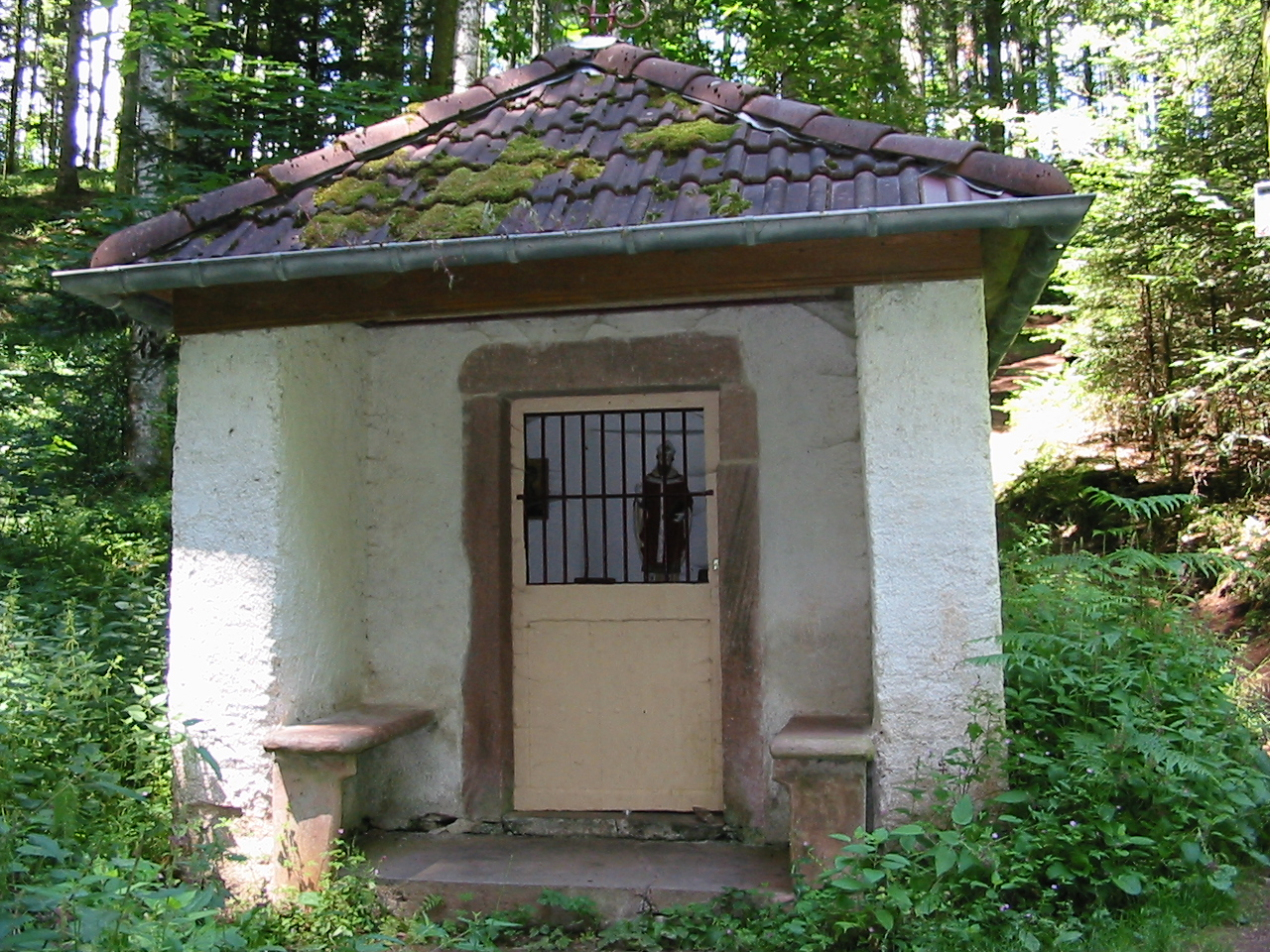
Kapelle Saint-Gondelbert
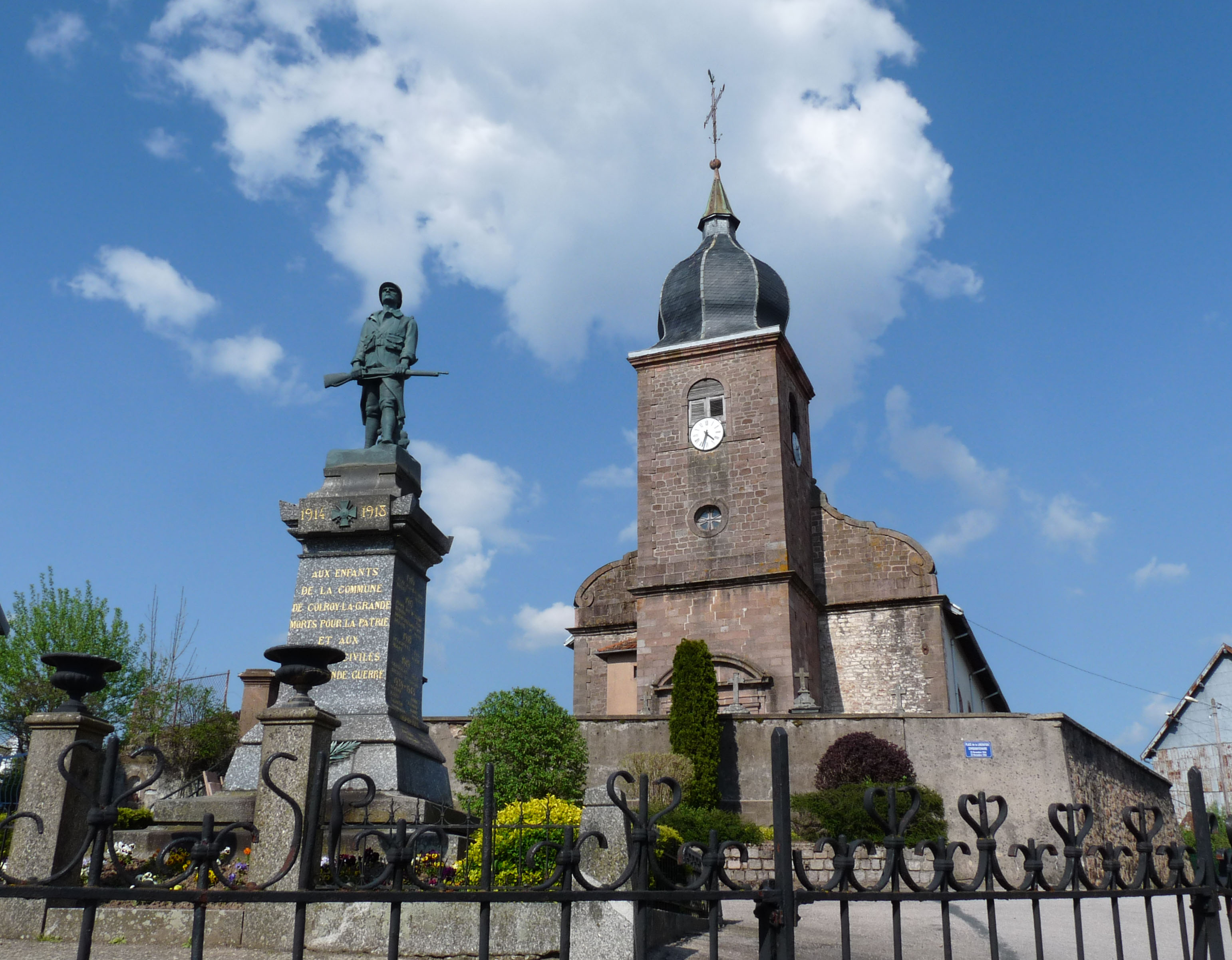
Kirche Saint-Jean-Baptiste und Gefallenendenkmal
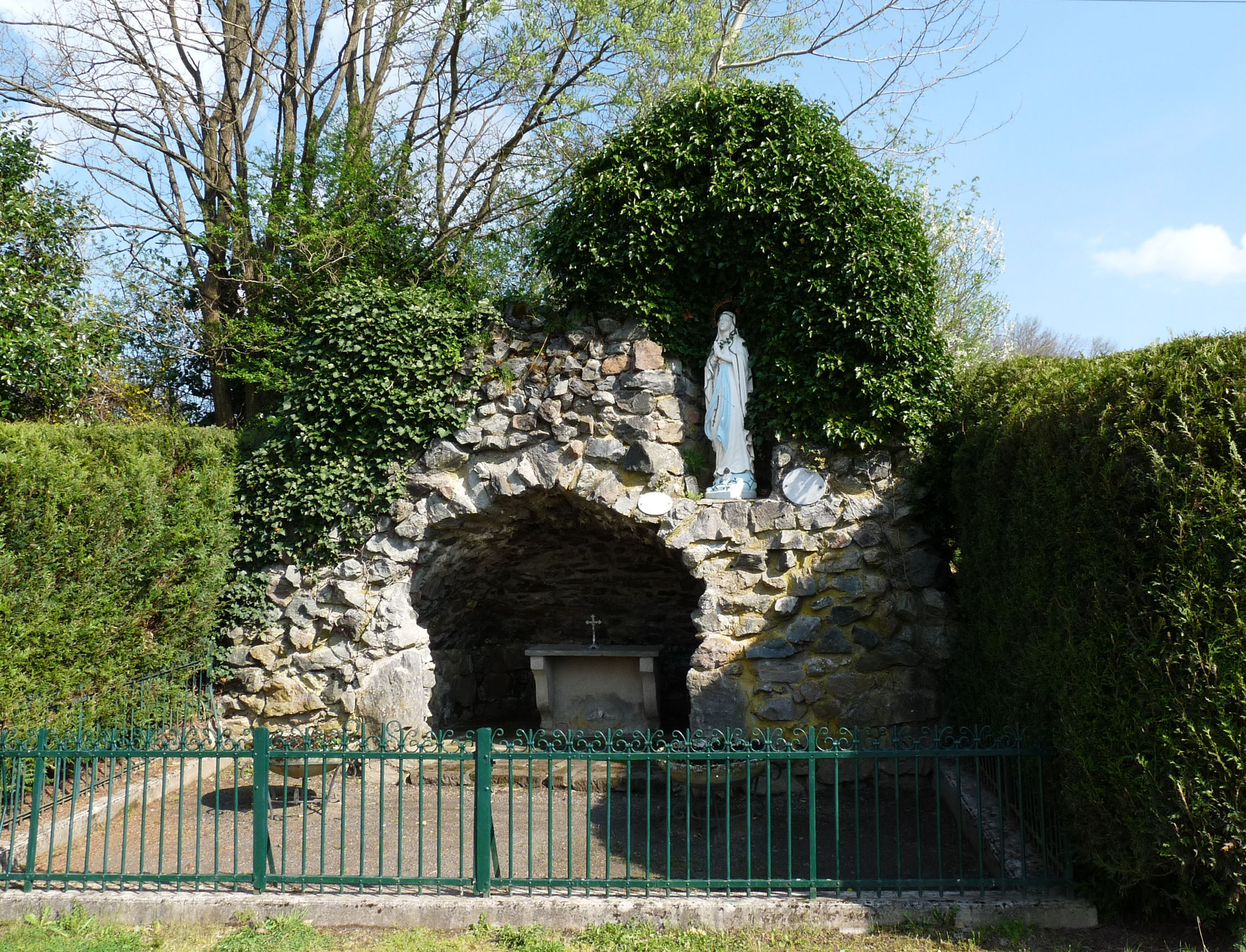
Lourdesgrotte in Colroy-la-Grande
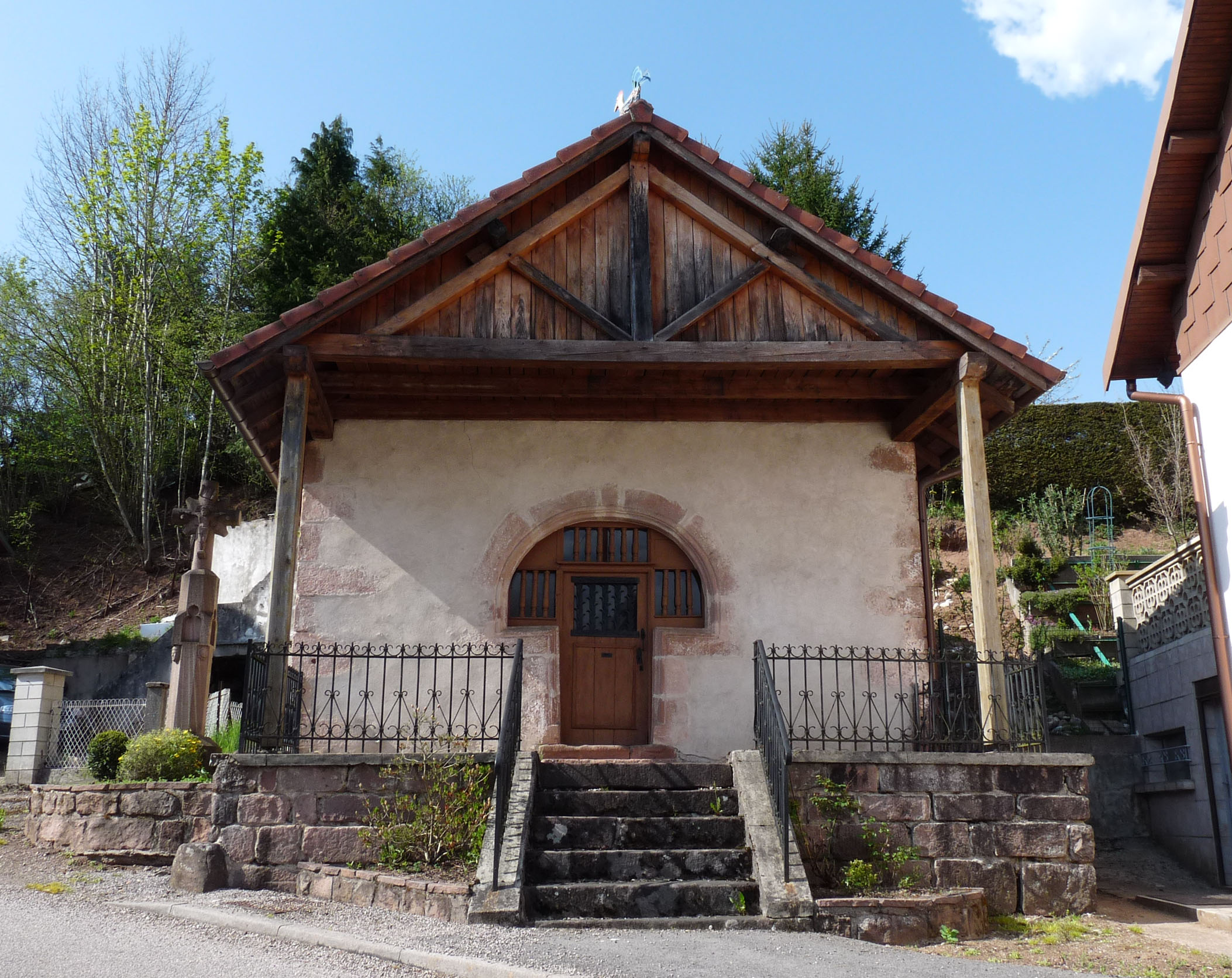
Kapelle Saint-Sébastien in Colroy-la-Grande

## Wirtschaft und Infrastruktur

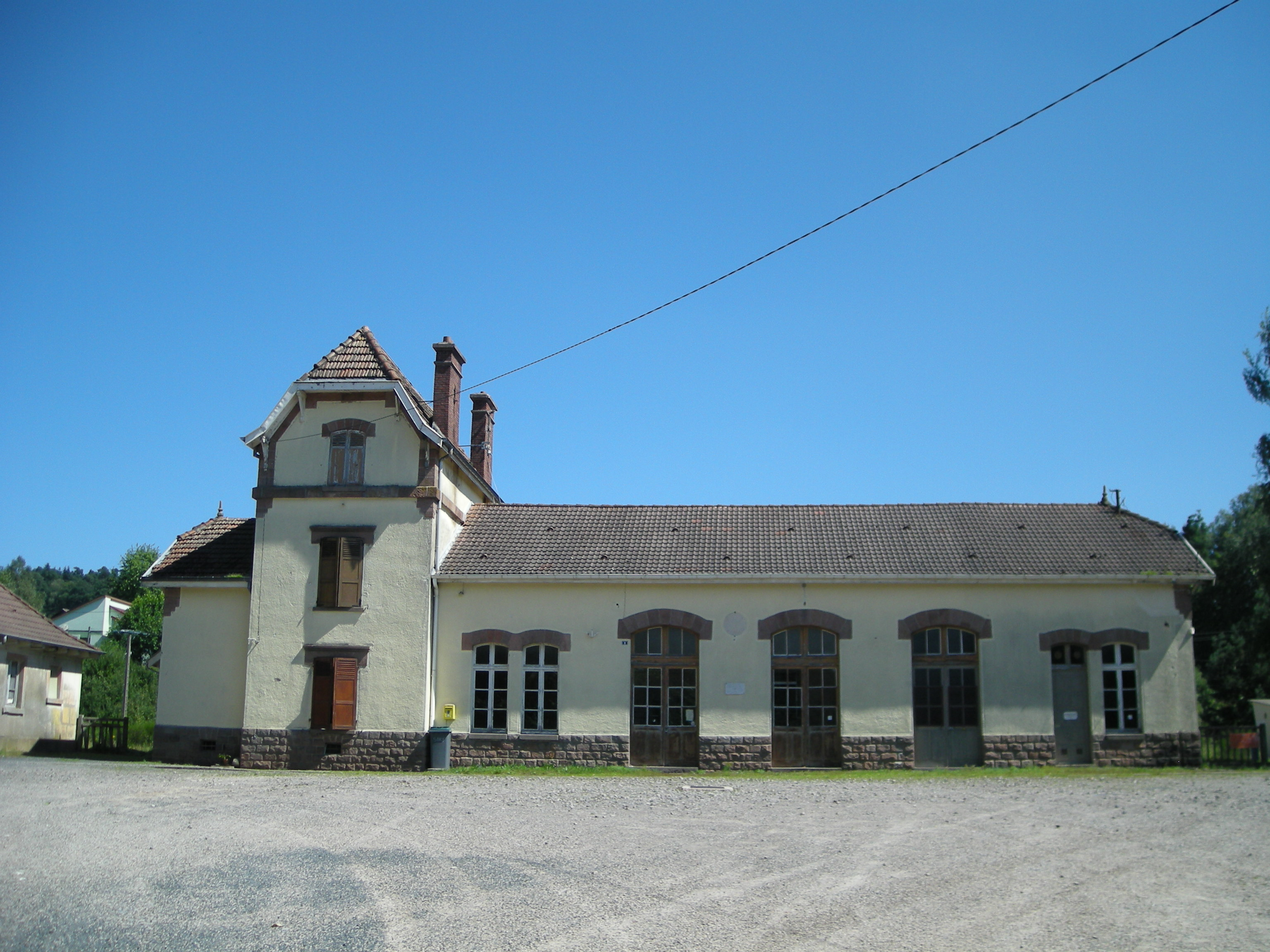
Bahnhofsgebäude Provenchères-sur-Fave

Die Bewohner von Provenchères-et-Colroy sind in der Land- und Forstwirtschaft oder im Bereich Handel und Dienstleistungen beschäftigt. In der Gemeinde sind 16 Landwirtschaftsbetriebe ansässig (Kartoffelanbau, Milchwirtschaft, Imkereien, Geflügelzucht). Darüber hinaus gibt es Arbeitsplätze im Tourismusbereich (Pensionen und Ferienhäuser). In Bergbauernhöfen wird Milchwirtschaft und Käseherstellung betrieben. Im Einzelnen gibt es in der Gemeinde zwei Forstwirtschaftsbetriebe, zwei holzverarbeitende Betriebe, zwei Handelsfirmen, drei Reparaturwerkstätten, kleinere Einzelhandelsbetriebe, mehrere Immobilienbüros, zwei Lebensmittelgeschäfte, ein Blumengeschäft, ein Elektrofachgeschäft, einen Metzgereibetrieb und eine Bäckerei.
Provenchères-et-Colroy liegt an der Fernstraße D420 von Saint-Dié über den Col de Saales, Schirmeck und Molsheim nach Straßburg. Weitere Straßen führen nach Senones und Schlettstadt. Die im Gemeindegebiet gelegenen Bahnhöfe Provenchères-sur-Fave und Colroy-Lubine liegen an der Bahnstrecke Strasbourg–Saint-Dié.

## Belege
1. ↑  Provenchères-sur-Fave auf vosges-archives.com (Seite nicht mehr abrufbar, festgestellt im November 2019. Suche in Webarchiven) (PDF-Datei, französisch)
2. ↑  Colroy-la-Grande auf vosges-archives.com (Seite nicht mehr abrufbar, festgestellt im November 2019. Suche in Webarchiven) (PDF-Datei, französisch)
3. ↑  Wappenbeschreibung auf genealogie-lorraine.fr (Seite nicht mehr abrufbar, festgestellt im November 2019. Suche in Webarchiven) (französisch)
4. ↑  Provenchères-et-Colroy auf cassini.ehess
5. ↑  Colroy-la-Grande auf cassini.ehess
6. ↑  Provenchères-et-Colroy auf INSEE
7. ↑  Eintrag in der Base Mérimée des Kulturministeriums. Abgerufen am 28. Mai 2016 (französisch).
8. ↑  Landwirtschaftsbetriebe auf annuaire-mairie.fr (französisch)
9. ↑  Wirtschaftliche Aktivitäten auf annuaire-mairie.fr (französisch)